# Beruchin
Beruchin (hebr. ברוכין) – osiedle żydowskie położone w samorządzie regionu Szomeron, w Dystrykcie Judei i Samarii, w Izraelu.
Leży w zachodniej części Samarii, na terytorium Autonomii Palestyńskiej, w otoczeniu arabskiego miasta Kafr ad-Dik, arabskich wiosek Brukin i Sarta, oraz żydowskich osiedli Ale Zahaw i Barkan.

## Historia
29 listopada 1947 roku Zgromadzenie Ogólne Organizacji Narodów Zjednoczonych przyjęło Rezolucję nr 181 w sprawie podziału Palestyny na dwa państwa: żydowskie i arabskie. Tutejsze tereny miały znajdować się w państwie arabskim i w wyniku wojny o niepodległość w 1948 znalazły się pod okupacją Jordanii.
Podczas wojny sześciodniowej w 1967 ziemie te zajęły wojska izraelskie.
Osada została założona w 1981 przez grupę żydowskich świeckich osadników. Jest planowana budowa muru bezpieczeństwa na południe od osiedla. Zatwierdzono także plany rozbudowy osiedla.

## Komunikacja
Na północ od osiedla przebiega droga ekspresowa nr 5  (Tel Awiw-Ari’el), brak jednak możliwości bezpośredniego wjazdu na nią. Z osiedla wyjeżdża się na południe na drogę nr 446 , którą jadąc na zachód dojeżdża się do osiedla Ale Zahaw, lub jadąc na północny wschód dojeżdża się do drogi ekspresowej nr 5.